# Kim Ji-soo (futbolista)
Kim Ji-soo (en coreano: 김지수; Bucheon, Gyeonggi, 24 de diciembre de 2004) es un futbolista surcoreano que juega como defensa en el 1. F. C. Kaiserslautern de la 2. Bundesliga.

## Trayectoria
Se unió a la academia juvenil de Seongnam F. C. y se abrió camino en sus categorías juveniles. El 7 de febrero de 2022, firmó su primer contrato semiprofesional con el club antes de la temporada 2022 de la K League 1. Al hacerlo, se convirtió en el primer jugador semiprofesional del club y en el jugador más joven registrado en la liga esa temporada. El 18 de octubre de 2022 fue registrado como jugador totalmente profesional. Hizo 19 apariciones en su temporada de debut con Seongnam, ganando el interés de clubes en el extranjero.
En julio de 2023 fichó por el Brentford F. C. y jugó un año en el filial antes de formar parte del primer equipo. Con este debutó en la Premier League en diciembre de 2024 y el siguiente mes de julio fue cedido al 1. F. C. Kaiserslautern.

## Selección nacional
Es internacional juvenil de Corea del Sur y jugó en la Copa Asiática Sub-20 de la AFC 2023 y la Copa Mundial de Fútbol Sub-20 de 2023. Se convirtió en uno de los jugadores más notables de la Copa Mundial Sub-20 después de ayudar a su equipo a llegar a las semifinales.

## Estilo de juego
Es un central que tiene potencia, altura y rapidez de pies. Es capaz de anotar y puede jugar con ambos pies. Ha sido frecuentemente comparado con Kim Min-jae en su país debido a su estilo de juego.

## Estadísticas

### Clubes
Actualizado al último partido disputado el 8 de marzo de 2025.
| Club                           | Div.          | Temporada     | Liga  | Liga  | Copas nacionales | Copas nacionales | Copas internacionales | Copas internacionales | Total | Total |
| Club                           | Div.          | Temporada     | Part. | Goles | Part.            | Goles            | Part.                 | Goles                 | Part. | Goles |
| ------------------------------ | ------------- | ------------- | ----- | ----- | ---------------- | ---------------- | --------------------- | --------------------- | ----- | ----- |
| Seongnam F. C. Corea del Sur   | 1.ª           | 2022          | 19    | 0     | 0                | 0                | ―                     | ―                     | 19    | 0     |
| Seongnam F. C. Corea del Sur   | 2.ª           | 2023          | 1     | 0     | 1                | 0                | ―                     | ―                     | 2     | 0     |
| Seongnam F. C. Corea del Sur   | Total club    | Total club    | 20    | 0     | 1                | 0                | 0                     | 0                     | 21    | 0     |
| Brentford F. C. Inglaterra     | 1.ª           | 2023-24       | 0     | 0     | 0                | 0                | 0                     | 0                     | 0     | 0     |
| Brentford F. C. Inglaterra     | 1.ª           | 2024-25       | 3     | 0     | 2                | 0                | 0                     | 0                     | 5     | 0     |
| Brentford F. C. Inglaterra     | Total club    | Total club    | 3     | 0     | 2                | 0                | 0                     | 0                     | 0     | 0     |
| 1.FC Kaiserslautern · Alemania | 2.ª           | 2025-26       | 0     | 0     | 0                | 0                | ―                     | ―                     | 0     | 0     |
| 1.FC Kaiserslautern · Alemania | Total club    | Total club    | 0     | 0     | 0                | 0                | 0                     | 0                     | 0     | 0     |
| Total carrera                  | Total carrera | Total carrera | 23    | 0     | 3                | 0                | 0                     | 0                     | 26    | 0     |